# 香月武
香月 武（かつき たけし、1982年4月18日 - ）は、日本のラグビー選手。

## プロフィール
- 宮崎県出身[1]。
- ポジションはスクラムハーフ(SH)。
- ニックネームはランボー。
- 身長 175cm、体重 80kg
- 九州代表に選ばれたことがある[2]。

## 来歴
ラグビーを始めたきっかけは中学生の時に誘いを受けたことから。
2001年、高鍋高校卒業後、福岡工業大学に入る。
2005年、福岡工業大学卒業後、三洋電機ワイルドナイツ（現・パナソニック ワイルドナイツ）に加入。
2008年、コカ･コーラウエストレッドスパークス（現・コカ・コーラレッドスパークス）に加入。同年9月6日に行われたジャパンラグビートップリーグ第1節の九州電力キューデンヴォルテクス戦に先発出場で公式戦初出場を果たした。
2018年、コカ・コーラレッドスパークスを退団した。